# 피아노 협주곡 3번 (라흐마니노프)
피아노 협주곡 3번 라단조 작품번호 30은 러시아의 작곡가인 세르게이 라흐마니노프가 탐보프의 가족 별장인 이바노프카(Ivanovka)에서 1909년 9월 23일에 완성한 피아노 협주곡이다. 연주자에게 요구되는 기교와 음악성으로 유명하며, 많은 피아니스트들이 연주함으로써 그 작품성을 널리 인정받고 있다.

## 역사
라흐마니노프는 그의 작곡가로서뿐만 아니라 피아노 연주가로서의 재능을 보여주기 위해 이 곡을 작곡했다. 비슷한 시기의 작품으로는 피아노 소나타 1번과 교향시 《죽음의 섬》 등이 있다.
이 곡의 헌정 대상이었던 요제프 호프만은 “나를 위한 곡이 아니다”라며 이 곡의 연주를 시도하지도 않았다. 이후 호로비츠가 완벽하게 연주하였으며, 라흐마니노프는 그를 높게 인정하였다. 
라흐마니노프는 이 곡을 미국 여행을 위하여 작곡해서 3번의 작업이 완료된 지 며칠이 되지 않아 미국에 건너가게 되었다. 시간 제약 때문에 고국인 러시아에서는 연습할 기회가 거의 없었고 따라서 미국으로 건너가는 도중에 원양 정기선에서 그가 가지고 갔던 약음 키보드로 대신 연습하였다.
1909년 11월 28일, 미국 뉴욕에서 발터 담로쉬(Walter Damrosch)가 지휘하는 뉴욕 심포니 소사이어티와의 협연으로 처음 연주되었고, 몇 주 후에는 구스타프 말러에 의해 두 번째로 연주되었다. 악보는 1910년에 출판되었다.
영국에서는 1911년 10월 리버풀에서 사이먼 스필먼(Simon Speilman)의 지휘 아래에서 초연되었고 11월에는 영국에서 빌렘 멩겔베르크(Willem Mengelberg)에 의해서 연주되었다.

## 악기 구성
라흐마니노프 피아노 협주곡 3번은 플루트 2개, 오보에 2개, 클라리넷 2개, 바순 2개, 호른 4개, 트럼펫 2개, 트럼본 3개, 튜바, 팀파니, 큰북, 작은북, 심벌즈와 피아노, 현악기가 사용된다.

## 악곡 구성

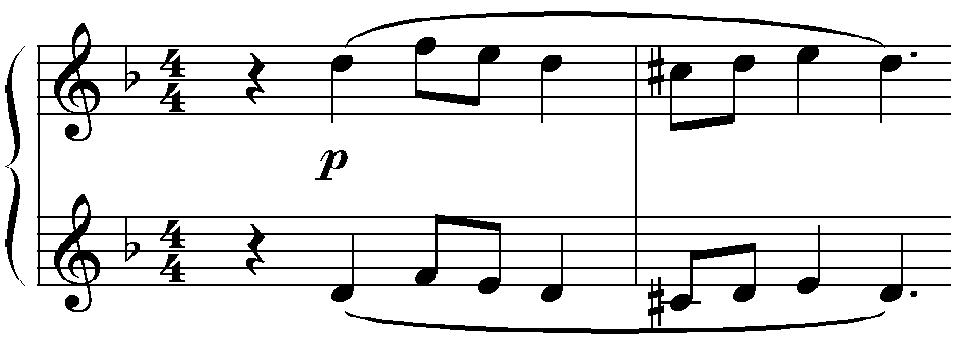
피아노 부분의 유명한 도입부

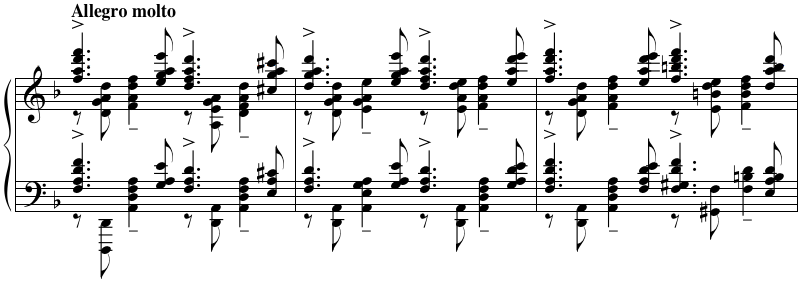
1악장의 카덴차

라흐마니노프 피아노 협주곡 3번은 다음과 같은 세 악장으로 구성되어 있다.
1. 알레그로 마 논 탄토 (Allegro ma non tanto) 라단조
2. 인테르메조(간주곡): 아다지오 (Intermezzo: Adagio) 올림바단조 → 내림라장조
3. 피날레: 알라 브레베 (Finale: Alla breve) 라단조 → 라장조

세 번째 악장은 두 번째 악장에 이어서 멈춤 없이 연주된다. 1악장부터 3악장까지 일반적인 총 연주 시간은 40분 정도이다.

## 유명한 연주
유명한 연주에는 프리츠 라이너가 지휘한 RCA 심포니 오케스트라와 블라디미르 호로비츠의 협연 가운데 특히 1951년의 녹음과, 블라디미르 아쉬케나지 피아노 연주와 베르나르트 하이팅크가 지휘하는 암스테르담 콘서트헤보우 오케스트라의 연주가 있다. 그 외 얼 와일드, 스티픈 허프, 마르타 아르헤리치, 반 클라이번, 예브게니 키신, 블라디미르 펠츠만, 그리고 라흐마니노프 자신의 연주가 있다. 2022년 반 클라이번 국제 콩쿠르의 우승자 임윤찬이 파이널라운드에서 연주한 것이 있다.